# Тигридия
Тигридия (лат.  Tigridia) — род многолетних травянистых луковичных растений из семейства Касатиковые, или Ирисовые (Iridaceae).
Включает около 55 видов.
Наиболее распространённый в цветоводстве вид — Tigridia pavonia. Используется в групповых посадках и бордюрах.

## Синонимы
По данным Королевских ботанических садов в Кью:
- Hydrotaenia Lindl., 1838
- Beatonia Herb., 1840
- Rigidella Lindl., 1840
- Pardinia Herb., 1844
- Cardiostigma Baker, 1877
- Fosteria Molseed, 1968
- Colima (Ravenna) Aarón Rodr. & Ortiz-Cat., 2003

## Распространение
Виды рода распространены на Американском континенте: от Мексики на севере, в странах Центральной Америки, до Перу и Чили на юге.

## Этимология
Название происходит от латинского слова tigris (в родительном падеже tigridis), «тигр», и объясняется пёстрой окраской околоцветника.

## Биологическое описание
Представители рода — растения высотой от 30 до 70 см.
Листья складчатые, линейные или ланцетные.
Цветки различной окраски, 8-10 см и более в диаметре. Лепестки в основном свободны. Околоцветник чашевидный, внутренние доли значительно меньше наружных.
Плоды продолговатой формы. Семена угловатые.

## Виды
По данным Королевских ботанических садов в Кью:
- Tigridia albicans Ravenna, 1964
- Tigridia alpestris Molseed, 1970
  - Tigridia alpestris subsp. alpestris.
  - Tigridia alpestris subsp. obtusa Molseed, 1970
- Tigridia amatlanensis Aarón Rodr. & García-Mend., 2004
- Tigridia augusta Drapiez in P.C.Van Geel, 1832
- Tigridia bicolor Molseed, 1970
- Tigridia catarinensis Cruden, 1975
- Tigridia chiapensis Molseed ex Cruden, 1968
- Tigridia chrysantha Cruden & S.J.Walker ex McVaugh, 1989
- Tigridia dugesii S.Watson, 1885
- Tigridia durangensis Molseed ex Cruden, 1968
- Tigridia ehrenbergii (Schltdl.) Molseed, 1966
  - Tigridia ehrenbergii subsp. ehrenbergii.
  - Tigridia ehrenbergii subsp. flaviglandifera Cruden, 1975
- Tigridia estelae López-Ferr. & Espejo, 1994
- Tigridia flammea (Lindl.) Ravenna in G.T.Prance & T.S.Elias, 1977
- Tigridia galanthoides Molseed, 1970
- Tigridia gracielae Aarón Rodr. & Ortiz-Cat., 2003
- Tigridia hallbergii Molseed, 1970
  - Tigridia hallbergii subsp. hallbergii.
  - Tigridia hallbergii subsp. lloydii Cruden, 1975
- Tigridia hintonii Molseed, 1970
- Tigridia huajuapanensis Molseed ex Cruden, 1968
- Tigridia huyanae (J.F.Macbr.) Ravenna, 1964
- Tigridia illecebrosa Cruden, 1975
- Tigridia immaculata (Herb.) Ravenna in G.T.Prance & T.S.Elias, 1977
- Tigridia inusitata (Cruden) Ravenna in G.T.Prance & T.S.Elias, 1977
- Tigridia mariaetrinitatis Espejo & López-Ferr., 2001
- Tigridia martinezii Calderón, 1987
- Tigridia matudae Molseed, 1970
- Tigridia meleagris (Lindl.) G.Nicholson, 1887
- Tigridia mexicana Molseed, 1970
  - Tigridia mexicana subsp. lilacina Molseed, 1970
  - Tigridia mexicana subsp. mexicana.
  - Tigridia mexicana subsp. passiflora Molseed, 1970
- Tigridia minuta Ravenna, 1969
- Tigridia molseediana Ravenna, 1968
- Tigridia mortonii Molseed, 1970
- Tigridia multiflora (Baker) Ravenna, 1964
- Tigridia orthantha (Lem.) Ravenna in G.T.Prance & T.S.Elias, 1977
- Tigridia pavonia (L.f.) DC. in P.J.Redouté, 1802 — Какомите
- Tigridia pearcei (Baker) Ravenna, 1964
- Tigridia philippiana I.M.Johnst., 1929
- Tigridia potosina López-Ferr. & Espejo, 2002
- Tigridia puganaAarón Rodr. & Ortiz-Cat., 2006
- Tigridia pulchella B.L.Rob., 1892
- Tigridia purpusii Molseed, 1970
- Tigridia purruchucana (Herb.) Ravenna, 1964
- Tigridia raimondii Ravenna, 1988
- Tigridia rzedowskiana Aarón Rodr. & Ortiz-Cat., 2005
- Tigridia seleriana (Loes.) Ravenna, 1964
- Tigridia suarezii Aarón Rodr. & Ortiz-Cat., 2005
- Tigridia tepoztlana Ravenna, 1964
- Tigridia van-houttei (Baker) Espejo & López-Ferr., 1997
  - Tigridia van-houttei subsp. roldanii Molseed, 1970
  - Tigridia van-houttei subsp. van-houttei.
- Tigridia venusta Cruden, 1975
- Tigridia violacea Schiede ex Schltdl., 1838

## В культуре
Рекомендуется посадка на хорошо освещённых и защищённых от ветров местах. Переносит лёгкие заморозки.
Почвы лёгкие, рыхлые, хорошо дренированные, нейтральные.
Уход аналогичен уходу за гладиолусами. В жаркие дни требуется полив. На зиму клубнелуковицы выкапывают из почвы до заморозков.
На широте Санкт-Петербурга клубнелуковицы тигридии целесообразно высаживать с марта, апреля в горшки, с подгонкой растений в оранжереях или парниках и высадкой (с сохранением кома) в открытый грунт в первой декаде июня. Клубнелуковицы высаживают по 3‒4 штуки в 12-сантиметровые горшки с огородной землёй, на глубину 3 см, считая от верхушки клубнелуковицы (под донца желательно насыпать слой песка 1,5‒2 см). Первое время поливают умеренно, после прорастания обильно. Расстояние между растениями 15‒20 см. В засушливый период растениям требуется обильный полив.
На юге тигридии цветут в середине, на севере — в конце лета.
После отмирания вегетативной части клубнелуковицы просушивают не менее месяца при комнатной температуре. Обрезают секатором корни и укорачивают пеньки до 2 см. Через месяц гнёзда клубнелуковиц готовы для зимнего хранения. Лучшим способом хранения считается засыпка их песком, так как песок защищает от пересыхания. Этот способ подходит для сухих хранилищ. В помещениях с высокой влажностью клубнелуковицы хранят в подвешенной капроновой сетке. Так обеспечивается хорошая вентиляция. Делить гнёзда можно только дня за 3‒4 до посадки, чтобы подсохли места разлома.
Размножение: семенами и клубнелуковицами. Рекомендуется зимний посев в светлом помещении. Сеянцы зацветают через 6‒7 месяцев.
Использование: в групповых посадках и бордюрах.